# Liste des maires de La Seyne-sur-Mer
Cet article présente la liste par ordre de mandat des maires de la commune française de La Seyne-sur-Mer, située dans le département du Var en région Provence-Alpes-Côte d'Azur.

## Histoire
- 1657 : La Seyne est érigée en commune
- Jusqu'en 1701 : les administrateurs sont délégués par la commune de Six-Fours
- 1701-1789 : la commune est représentée par des gouverneurs et des consuls
- 1790 : élection du premier maire

## Liste des maires

### Sous l'Ancien Régime
| Période                                  | Période | Identité            | Étiquette      | Qualité                                           |
| ---------------------------------------- | ------- | ------------------- | -------------- | ------------------------------------------------- |
| 1657                                     | 1658    | Laurent Daniel      |                | Notable Maire choisi au sein du conseil municipal |
| 1657                                     | 1658    | Pierre Tortel       |                |                                                   |
| 1658                                     | 1660    | Antoine Lombard     |                |                                                   |
| 1658                                     | 1660    | Jacques Pascal      |                |                                                   |
| 1660                                     | 1666    | Melchior Audibert   |                |                                                   |
| 1660                                     | 1666    | Jean Vicard         |                |                                                   |
| 1660                                     | 1666    | François Tortel     |                |                                                   |
| 1666                                     | 1673    | Antoine Lombard     |                |                                                   |
| 1666                                     | 1673    | Honoré Tortel       |                |                                                   |
| 1666                                     | 1673    | Jacques Pascal      |                |                                                   |
| 1673                                     | 1675    | Jean Vicard         |                |                                                   |
| 1673                                     | 1675    | Jean Gauthier       |                |                                                   |
| 1673                                     | 1675    | Joseph Pourquier    |                |                                                   |
| 1675                                     | 1682    | Laurent Guigou      |                |                                                   |
| 1675                                     | 1682    | Barthélemy Roux     |                |                                                   |
| 1675                                     | 1682    | André Tortel        |                |                                                   |
| 1682                                     | 1691    | Honoré Daniel       |                |                                                   |
| 1682                                     | 1691    | Jean Guigou         |                |                                                   |
| 1682                                     | 1691    | Antonin Vicard      |                |                                                   |
| 1691                                     | 1693    | Pierre Guigou       |                |                                                   |
| 1691                                     | 1693    | Armand Tortel       |                |                                                   |
| 1691                                     | 1693    | Guillaume Estienne  |                |                                                   |
| 1693                                     | 1701    | André Guigou        |                |                                                   |
| 1701                                     | 1701    | Louis de Léry       |                | Gouverneur                                        |
| 1701                                     | 1701    | Melchior Daniel     |                |                                                   |
| 1701                                     | 1705    | Laurent Pascal      |                |                                                   |
| 1705                                     | 1705    | Jean Lombard        |                |                                                   |
| 1705                                     | 1705    | Laurent Pascal      |                |                                                   |
| 1705                                     | 1708    | Guillaume Estienne  |                |                                                   |
| 1708                                     | 1736    | Louis de Léry       |                |                                                   |
| 1736                                     | 1738    | M. Pothonnier       |                | Notaire                                           |
| Les données manquantes sont à compléter. |         |                     |                |                                                   |
| 1742                                     | 1748    | Joseph Daniel       | Premier consul | Notable                                           |
| Les données manquantes sont à compléter. |         |                     |                |                                                   |
| 1751                                     | 1759    | Pierre Jouglas      |                |                                                   |
| 1752                                     | 1752    | Charles Hugues      |                | Capitaine marin Premier consul par intérim        |
| Les données manquantes sont à compléter. |         |                     |                |                                                   |
| 1760                                     | 1763    | André Jouglas       |                | Notable Premier consul                            |
| Les données manquantes sont à compléter. |         |                     |                |                                                   |
| 1766                                     | 1767    | Joseph-Honoré Fabre |                | Notable                                           |
| 1766                                     | 1767    | Honoré Aubert       |                |                                                   |
| 1766                                     | 1767    | Estienne Gayot      |                |                                                   |
| 1767                                     | 1789    | François Jouglas    |                | Notable Maire et premier consul                   |
| 1767                                     | 1789    | Joseph Daniel       |                |                                                   |
| 1767                                     | 1789    | Michel Berny        |                |                                                   |
| 1767                                     | 1789    | M. Roux             |                |                                                   |
| 1767                                     | 1789    | M. Daniel           |                |                                                   |
| 1767                                     | 1789    | M. Lauzet           |                |                                                   |

### De 1790 à 1945
| Période                                  | Période                     | Identité              | Étiquette   | Qualité                                                                                     |
| ---------------------------------------- | --------------------------- | --------------------- | ----------- | ------------------------------------------------------------------------------------------- |
| 1790                                     | 1792                        | Joseph Estienne       |             |                                                                                             |
| 1792                                     | 1794                        | François Couret       |             |                                                                                             |
| 1794                                     | 1795                        | Louis-Nicolas Daniel  |             |                                                                                             |
| 1795                                     | 1798                        | Augustin Guigou       |             |                                                                                             |
| 1798                                     | 1800                        | Jean Estienne         |             |                                                                                             |
| 1800                                     | 1800                        | André Jouglas         |             |                                                                                             |
| 1800                                     | 1801                        | Louis-Nicolas Daniel  |             |                                                                                             |
| 1802                                     | 1802                        | Étienne Lignon        |             |                                                                                             |
| 1802                                     | 1813                        | Joseph-Jean Raimondis |             | Militaire retraité                                                                          |
| 1814                                     | 1830                        | L.-A. Fauchier        |             | Notable Conseiller général                                                                  |
| 1830                                     | 1832                        | J.-L. Astoin          |             | Capitaine au long cours retraité                                                            |
| 1832                                     | 1841                        | Louis-Balthazar Berny |             | Boulanger                                                                                   |
| 1841                                     | 1845                        | Boniface Picon        |             | Notable                                                                                     |
| 1845                                     | 1848                        | Jean-Louis Martinenq  |             | Chirurgien militaire retraité                                                               |
| 1848                                     | 1852                        | Jean-Louis Berny      |             | Notable                                                                                     |
| 1852                                     | 1853                        | Antoine Barry         |             | Militaire retraité                                                                          |
| 1853                                     | 1855                        | Louis Estienne        |             | Notable                                                                                     |
| 1855                                     | 1857                        | Louis Martinenq       |             | Chirurgien militaire retraité                                                               |
| 1857                                     | 1864                        | Louis Estienne        |             | Notable                                                                                     |
| 1865                                     | 1865                        | Esprit Martel         |             | Militaire retraité                                                                          |
| 1866                                     | 1869                        | Bernard Lacroix       |             | Capitaine au long cours retraité                                                            |
| 1869                                     | 1871                        | Louis Estienne        |             | Notable                                                                                     |
| Les données manquantes sont à compléter. |                             |                       |             |                                                                                             |
| 1872                                     | 1874                        | Marius Giran          |             | Négociant                                                                                   |
| 1874                                     | 1875                        | Frédéric Bousquet     |             | Ingénieur                                                                                   |
| 1875                                     | 1876                        | Achille Marrot        |             |                                                                                             |
| 1876                                     | 1882                        | Cyrus Hugues          | Républicain | Pharmacien Conseiller général du canton de La Seyne-sur-Mer (1870 → 1892)                   |
| 1882                                     | 1883                        | Louis Barré           |             | Militaire retraité                                                                          |
| 1883                                     | 1884                        | Pierre Audoly         |             | Militaire                                                                                   |
| 1884                                     | 1886                        | Honoré Sabatier       |             | Militaire retraité                                                                          |
| 1886                                     | 1896                        | Saturnin Fabre        | Républicain | Ingénieur Conseiller général du canton de La Seyne-sur-Mer (1892 → 1898)                    |
| 1896                                     | 1900                        | François Bernard      |             | Directeur de l'octroi                                                                       |
| 1900                                     | 1904                        | Julien Belfort        |             | Militaire retraité                                                                          |
| 1904                                     | 1908                        | Henri Pétin           | Rad.soc.    | Industriel Député du Var (1909 → 1911)                                                      |
| 1908                                     | 1910                        | Jean Armand           |             | Pharmacien                                                                                  |
| 1910                                     | 1912                        | Jean Juès             |             | Notable                                                                                     |
| 1912                                     | décembre 1919               | Baptistin Paul        |             | Ingénieur mécanicien retraité                                                               |
| décembre 1919                            | 19 février 1941 (démission) | Louis Mazen           | SFIO        | Médecin                                                                                     |
| 1941                                     | 1944                        | François Galissard    |             | Officier retraité Nommé par le gouvernement de Vichy Nommé conseiller départemental en 1943 |
| 29 septembre 1944                        | 17 mai 1945                 | Pierre Fraysse        | PCF         | Fonctionnaire, président de la délégation municipale                                        |

### Depuis 1945
Depuis l'après-guerre, neuf maires se sont succédé à la tête de la commune.
| Période         | Période                     | Identité            | Étiquette    | Qualité |
| --------------- | --------------------------- | ------------------- | ------------ | --- |
| 17 mai 1945     | 25 octobre 1947             | Jean Sauvet         | SE           | Médecin |
| 25 octobre 1947 | 24 mai 1969 (décès)         | Toussaint Merle     | PCF          | Instituteur Sénateur du Var (1946 → 1949) Député du Var (1956 → 1958) Député de la 4e circonscription du Var (1967 → 1968) Conseiller général de La Seyne-sur-Mer (1945 → 1949 puis 1955 → 1967) |
| 29 juin 1969    | 11 octobre 1978 (démission) | Philippe Giovannini | PCF          | Ouvrier métallurgiste Député de la 4e circonscription du Var (1973 → 1978) |
| 11 octobre 1978 | 26 février 1984             | Maurice Blanc       | PCF          | Technicien en architecture Conseiller régional de Provence-Alpes-Côte d'Azur [Quand ?] |
| 26 février 1984 | 29 juillet 1994 (démission) | Charles Scaglia     | UDF-PR       | Fonctionnaire Conseiller général de La Seyne-sur-Mer (1985 → 1986) |
| 10 août 1994    | 18 juin 1995                | François Hérisson   | RPR          | Chef d'entreprise |
| 18 juin 1995    | 18 mars 2001                | Maurice Paul        | PCF          | Ouvrier menuisier ébéniste Conseiller général de La Seyne-sur-Mer (1986 → 2004) |
| 18 mars 2001    | 21 mars 2008                | Arthur Paecht       | RPR puis UMP | Médecin des hôpitaux retraité Député de la 7e circonscription du Var (1988 → 2002) Conseiller général du canton de Saint-Mandrier-sur-Mer (1973 → 2008) Maire de Bandol (1983 → 1995)            |
| 21 mars 2008    | 5 juillet 2020              | Marc Vuillemot,     | PS puis GRS  | Enseignant retraité Conseiller régional de Provence-Alpes-Côte d'Azur (2010 → 2015) 10e vice-président de Toulon Provence Méditerranée (2008 → 2020)                                             |
| 5 juillet 2020  | 19 mai 2025 (inéligibilité) | Nathalie Bicais     | LR           | Architecte, sculptrice Conseillère départementale de La Seyne-sur-Mer-2 (2015 → 2025) 10e vice-présidente de Toulon Provence Méditerranée (2020 → 2025)                                          |
| 19 mai 2025     | 27 mai 2025                 | Christine Sinquin   | LR           | Intérim |
| 27 mai 2025     | En cours                    | Joseph Minniti      | LR           | Navigateur, photographe de presse retraité 10e vice-président de Toulon Provence Méditerranée (depuis 2025)                                                                                      |

## Conseil municipal actuel
À l'issue du second tour des élections municipales, les 49 sièges composant le conseil municipal ont été pourvus. Actuellement, il est réparti comme suit : 

## Résultats des élections municipales
Les résultats présentés ci-dessous proviennent du ministère de l'Intérieur et du site de Marius et Jean-Claude Autran (pour les données entre 1971 et 1995) qui retrace l'histoire politique de la commune depuis 1945.
Au niveau municipal, La Seyne-sur-Mer est une ville qui vote traditionnellement à gauche. Longtemps dirigée par le Parti communiste, elle a basculé une première fois à droite en 1984 à la suite de l'invalidation du scrutin de mars 1983 et à l'élection partielle des 19 et 26 février 1984 puis une seconde fois en mars 2001 où le candidat UDF Arthur Paecht bat le sortant Maurice Paul. 
La gauche reprend la ville en 2008 avec l'élection du socialiste Marc Vuillemot.
En juin 2020, à l'issue du second tour des municipales où quatre listes s'affrontaient, Nathalie Bicais (LR) bat le maire sortant et fait basculer pour une troisième fois la commune à droite. Le 16 mai 2025, la maire de la Seyne-sur-Mer, Nathalie Bicais (Les Républicains), est condamnée par le tribunal correctionnel de Toulon à une peine de dix-huit mois de prison avec sursis, une inéligibilité de cinq ans avec exécution provisoire, une interdiction d’exercer toute fonction publique de deux ans et une amende de 20000 euros. Il lui est reproché d'avoir obtenu frauduleusement un permis de construire pour sa maison personnelle et d'avoir accordé un emploi à la mairie de La-Seyne-sur-Mer à un proche sans appel à candidature. Elle est contrainte de quitter immédiatement ses fonctions. Le poste de maire devient ainsi vacant.

### Élection municipale de 2020
Le premier tour de scrutin a eu lieu le 15 mars 2020 dans un contexte particulier, lié à la pandémie de Covid-19. Prévu initialement le 22 mars, le second tour est fixé au 28 juin 2020.
|                                                     |                  |                      |              |              |             |             |        |        |  |
| Tête de liste                                       | Tête de liste    | Liste                | Premier tour | Premier tour | Second tour | Second tour | Sièges | Sièges |  |
| Tête de liste                                       | Tête de liste    | Liste                | Voix         | %            | Voix        | %           | CM     | CC     |  |
|                                                     | Marc Vuillemot * | GRS-PS-PCF-MRC-MR-PO | 3 542        | 23,01        | 5 429       | 33,43       | 8      | 2      |  |
| La Seyne 2020, l'énergie positive                   |                  |                      | 3 542        | 23,01        | 5 429       | 33,43       | 8      | 2      |  |
|                                                     | Luc Patentreger  | DVG (sout. EÉLV)     | 2 130        | 13,84        | 5 429       | 33,43       | 8      | 2      |  |
| La Seyne citoyenne 2020 - La Seyne verte et ouverte |                  |                      | 2 130        | 13,84        | 5 429       | 33,43       | 8      | 2      |  |
|                                                     | Nathalie Bicais  | DVD-LR               | 3 358        | 21,82        | 7 164       | 44,12       | 36     | 9      |  |
| La Seyne, j'y crois !                               |                  |                      | 3 358        | 21,82        | 7 164       | 44,12       | 36     | 9      |  |
|                                                     | Dorian Munoz     | RN                   | 2 402        | 15,61        | 1 767       | 10,88       | 2      | 0      |  |
| Le Rassemblement pour La Seyne                      |                  |                      | 2 402        | 15,61        | 1 767       | 10,88       | 2      | 0      |  |
|                                                     | Sandra Torres    | DVD-LR diss.         | 1 722        | 11,19        | 1 877       | 11,56       | 3      | 1      |  |
| L'Union pour La Seyne                               |                  |                      | 1 722        | 11,19        | 1 877       | 11,56       | 3      | 1      |  |
|                                                     | Serge Daninos    | DVD-Agir             | 1 359        | 8,83         | 1 877       | 11,56       | 3      | 1      |  |
| La Seyne gagne                                      |                  |                      | 1 359        | 8,83         | 1 877       | 11,56       | 3      | 1      |  |
|                                                     | Samir Ben Mihoub | SE                   | 457          | 2,97         |             |             |        |        |  |
| Citoyens en Seyne                                   |                  |                      | 457          | 2,97         |             |             |        |        |  |
|                                                     | Patrice Bessone  | SE                   | 417          | 2,71         |             |             |        |        |  |
| Nous, La Seyne : notre seul parti, c'est La Seyne   |                  |                      | 417          | 2,71         |             |             |        |        |  |
|                                                     |                  |                      |              |              |             |             |        |        |  |
| Inscrits                                            | Inscrits         | Inscrits             | 44 188       | 100,00       | 44 241      | 100,00      |        |        |  |
| Abstentions                                         | Abstentions      | Abstentions          | 28 330       | 64,11        | 27 583      | 62,35       |        |        |  |
| Votants                                             | Votants          | Votants              | 15 858       | 35,89        | 16 658      | 37,65       |        |        |  |
| Blancs                                              | Blancs           | Blancs               | 199          | 1,25         | 247         | 1,48        |        |        |  |
| Nuls                                                | Nuls             | Nuls                 | 272          | 1,72         | 174         | 1,04        |        |        |  |
| Exprimés                                            | Exprimés         | Exprimés             | 15 387       | 97,03        | 16 237      | 97,47       |        |        |  |
| * Liste du maire sortant                            |                  |                      |              |              |             |             |        |        |  |

### Élection municipale de 2014
|                                                                                      |                     |                     |              |              |             |             |        |        |  |
| Tête de liste                                                                        | Tête de liste       | Liste               | Premier tour | Premier tour | Second tour | Second tour | Sièges | Sièges |  |
| Tête de liste                                                                        | Tête de liste       | Liste               | Voix         | %            | Voix        | %           | CM     | CC     |  |
|                                                                                      | Marc Vuillemot *    | PS-PCF-EELV-PRG-MRC | 7 598        | 29,26        | 11 511      | 40,14       | 35     | 8      |  |
| Pour La Seyne, aujourd'hui, demain, ensemble !                                       |                     |                     | 7 598        | 29,26        | 11 511      | 40,14       | 35     | 8      |  |
|                                                                                      | Damien Guttierez    | FN                  | 6 822        | 26,27        | 8 716       | 30,40       | 7      | 2      |  |
| La Seyne change en bleu Marine                                                       |                     |                     | 6 822        | 26,27        | 8 716       | 30,40       | 7      | 2      |  |
|                                                                                      | Philippe Vitel      | UMP                 | 4 409        | 16,97        | 8 444       | 29,45       | 7      | 2      |  |
| Ensemble, faisons gagner La Seyne (1er tour) Unis, faisons gagner La Seyne (2d tour) |                     |                     | 4 409        | 16,97        | 8 444       | 29,45       | 7      | 2      |  |
|                                                                                      | Jean-Pierre Colin   | UDI-MoDem           | 3 325        | 12,80        |             |             |        |        |  |
| Notre parti, c'est La Seyne                                                          |                     |                     | 3 325        | 12,80        |             |             |        |        |  |
|                                                                                      | Patrick Martinenq   | DVG                 | 1 460        | 5,62         |             |             |        |        |  |
| Plus belle La Seyne, plus belles nos vies                                            |                     |                     | 1 460        | 5,62         |             |             |        |        |  |
|                                                                                      | Laurent Richard     | PG-FG               | 843          | 3,24         |             |             |        |        |  |
| Front de gauche / Place au peuple de La Seyne-sur-Mer                                |                     |                     | 843          | 3,24         |             |             |        |        |  |
|                                                                                      | Gilbert Perea       | DVD                 | 827          | 3,18         |             |             |        |        |  |
| Sauvons La Seyne avec la vraie droite                                                |                     |                     | 827          | 3,18         |             |             |        |        |  |
|                                                                                      | Daniel-Raoul Canépa | DVD                 | 683          | 2,63         |             |             |        |        |  |
| Cap vers un futur en Seyne                                                           |                     |                     | 683          | 2,63         |             |             |        |        |  |
|                                                                                      |                     |                     |              |              |             |             |        |        |  |
| Inscrits                                                                             | Inscrits            | Inscrits            | 45 469       | 100,00       | 45 469      | 100,00      |        |        |  |
| Abstentions                                                                          | Abstentions         | Abstentions         | 18 799       | 41,34        | 16 054      | 35,31       |        |        |  |
| Votants                                                                              | Votants             | Votants             | 26 670       | 58,66        | 29 415      | 64,69       |        |        |  |
| Blancs et nuls                                                                       | Blancs et nuls      | Blancs et nuls      | 703          | 2,64         | 744         | 2,53        |        |        |  |
| Exprimés                                                                             | Exprimés            | Exprimés            | 25 967       | 97,36        | 28 671      | 97,47       |        |        |  |
| * Liste du maire sortant                                                             |                     |                     |              |              |             |             |        |        |  |

### Élection municipale de 2008
| Tête de liste                        | Tête de liste        | Liste                   | Premier tour | Premier tour | Second tour | Second tour | Sièges | Sièges |
| Tête de liste                        | Tête de liste        | Liste                   | Voix         | %            | Voix        | %           | CM     |        |
| ------------------------------------ | -------------------- | ----------------------- | ------------ | ------------ | ----------- | ----------- | ------ | ------ |
|                                      | Arthur Paecht *      | UMP                     | 7 993        | 33,63        | 11 959      | 49,13       | 12     |        |
| Mon énergie, c'est votre confiance   |                      |                         | 7 993        | 33,63        | 11 959      | 49,13       | 12     |        |
|                                      | Marc Vuillemot       | PS-PCF-EELV-PRG-MRC-POC | 4 617        | 19,42        | 12 329      | 50,65       | 37     |        |
| La Seyne dans le bon sens            |                      |                         | 4 617        | 19,42        | 12 329      | 50,65       | 37     |        |
|                                      | Patrick Martinenq    | DVG-PS diss.            | 2 716        | 11,43        | 54          | 0,22        | 0      |        |
| Parce que les Seynois méritent mieux |                      |                         | 2 716        | 11,43        | 54          | 0,22        | 0      |        |
|                                      | Nathalie Bicais      | MoDem                   | 2 334        | 9,82         |             |             |        |        |
| Vivre à La Seyne-sur-Mer             |                      |                         | 2 334        | 9,82         |             |             |        |        |
|                                      | Michèle Joyan        | DVD-UMP diss.           | 2 210        | 9,30         |             |             |        |        |
| Le meilleur devient possible         |                      |                         | 2 210        | 9,30         |             |             |        |        |
|                                      | Joël Houvet          | FN                      | 1 684        | 7,08         |             |             |        |        |
| Rassemblement - Défi - Réussite      |                      |                         | 1 684        | 7,08         |             |             |        |        |
|                                      | Marcel Koechly       | PCF-LCR-PT              | 1 442        | 6,07         |             |             |        |        |
| La Seyne vraiment à gauche           |                      |                         | 1 442        | 6,07         |             |             |        |        |
|                                      | Guillaume Capobianco | DVD                     | 775          | 3,26         |             |             |        |        |
| Tous sur le pont                     |                      |                         | 775          | 3,26         |             |             |        |        |
|                                      |                      |                         |              |              |             |             |        |        |
| Inscrits                             | Inscrits             | Inscrits                | 42 688       | 100,00       | 42 691      | 100,00      |        |        |
| Abstentions                          | Abstentions          | Abstentions             | 18 241       | 42,73        | 17 184      | 40,25       |        |        |
| Votants                              | Votants              | Votants                 | 24 447       | 57,27        | 25 507      | 59,75       |        |        |
| Blancs et nuls                       | Blancs et nuls       | Blancs et nuls          | 671          | 2,77         | 1 165       | 4,57        |        |        |
| Exprimés                             | Exprimés             | Exprimés                | 23 771       | 97,23        | 24 342      | 95,43       |        |        |
| * Liste du maire sortant             |                      |                         |              |              |             |             |        |        |

### Élection municipale de 2001
| Tête de liste                                                                                     | Tête de liste        | Liste          | Premier tour | Premier tour | Second tour | Second tour | Sièges | Sièges |
| Tête de liste                                                                                     | Tête de liste        | Liste          | Voix         | %            | Voix        | %           | CM     |        |
| ------------------------------------------------------------------------------------------------- | -------------------- | -------------- | ------------ | ------------ | ----------- | ----------- | ------ | ------ |
|                                                                                                   | Maurice Paul *       | PCF-PS-PRG     | 4 798        | 22,83        | 7 372       | 31,34       | 7      |        |
| Pour La Seyne, gardons le cap !                                                                   |                      |                | 4 798        | 22,83        | 7 372       | 31,34       | 7      |        |
|                                                                                                   | Arthur Paecht        | UDF-RPR-DL     | 4 397        | 20,93        | 10 224      | 43,46       | 36     |        |
| Devenons des gagneurs                                                                             |                      |                | 4 397        | 20,93        | 10 224      | 43,46       | 36     |        |
|                                                                                                   | Patrick Martinenq    | DVG            | 2 914        | 13,87        | 5 930       | 25,21       | 6      |        |
| Parce que La Seyne mérite mieux, faisons la majorité (1er tour) Le rassemblement, enfin (2d tour) |                      |                | 2 914        | 13,87        | 5 930       | 25,21       | 6      |        |
|                                                                                                   | Jean Pin             | RPF            | 2 527        | 12,03        |             |             |        |        |
| Renouveau pour La Seyne                                                                           |                      |                | 2 527        | 12,03        |             |             |        |        |
|                                                                                                   | Guillaume Capobianco | DVD            | 1 867        | 8,89         |             |             |        |        |
| Rassemblement pour La Seyne                                                                       |                      |                | 1 867        | 8,89         |             |             |        |        |
|                                                                                                   | Denise Reverdito     | DVG-Les Verts  | 1 790        | 8,52         |             |             |        |        |
| La gauche singulière - rose-rouge-verte                                                           |                      |                | 1 790        | 8,52         |             |             |        |        |
|                                                                                                   | Michel de Maynard    | FN             | 1 606        | 7,64         |             |             |        |        |
| Front National                                                                                    |                      |                | 1 606        | 7,64         |             |             |        |        |
|                                                                                                   | Gilbert Perea        | MNR            | 903          | 4,30         |             |             |        |        |
| Sauvons La Seyne !                                                                                |                      |                | 903          | 4,30         |             |             |        |        |
|                                                                                                   | J.-L. Gay            | PT             | 210          | 1,00         |             |             |        |        |
| Parti des Travailleurs                                                                            |                      |                | 210          | 1,00         |             |             |        |        |
|                                                                                                   |                      |                |              |              |             |             |        |        |
| Inscrits                                                                                          | Inscrits             | Inscrits       | 39 860       | 100,00       | 39 860      | 100,00      |        |        |
| Abstentions                                                                                       | Abstentions          | Abstentions    | 18 017       | 45,20        | 15 322      | 38,44       |        |        |
| Votants                                                                                           | Votants              | Votants        | 21 843       | 54,80        | 24 538      | 61,56       |        |        |
| Blancs et nuls                                                                                    | Blancs et nuls       | Blancs et nuls | 821          | 3,76         | 1 011       | 4,12        |        |        |
| Exprimés                                                                                          | Exprimés             | Exprimés       | 21 022       | 96,24        | 23 527      | 95,88       |        |        |
| * Liste du maire sortant                                                                          |                      |                |              |              |             |             |        |        |

### Élection municipale de 1995
| Tête de liste                                             | Tête de liste       | Liste          | Premier tour | Premier tour | Second tour | Second tour | Sièges | Sièges |
| Tête de liste                                             | Tête de liste       | Liste          | Voix         | %            | Voix        | %           | CM     |        |
| --------------------------------------------------------- | ------------------- | -------------- | ------------ | ------------ | ----------- | ----------- | ------ | ------ |
|                                                           | Maurice Paul        | PCF-PS         | 8 171        | 33,24        | 10 853      | 40,06       | 32     |        |
| Du neuf pour La Seyne avec Maurice Paul                   |                     |                | 8 171        | 33,24        | 10 853      | 40,06       | 32     |        |
|                                                           | Claude Lecocq       | FN             | 4 146        | 16,87        | 4 506       | 16,63       | 3      |        |
| L'avenir de La Seyne avec le Front National               |                     |                | 4 146        | 16,87        | 4 506       | 16,63       | 3      |        |
|                                                           | Patrick Martinenq   | DVG            | 4 054        | 16,49        | 5 762       | 21,27       | 5      |        |
| Pour la relance économique et sociale de La Seyne-sur-Mer |                     |                | 4 054        | 16,49        | 5 762       | 21,27       | 5      |        |
|                                                           | François Hérisson * | RPR-UDF-CNI    | 3 996        | 16,26        | 5 971       | 22,04       | 5      |        |
| C'est ensemble que nous réussirons                        |                     |                | 3 996        | 16,26        | 5 971       | 22,04       | 5      |        |
|                                                           | Valérie Paecht      | UDF-PR diss.   | 2 942        | 11,97        |             |             |        |        |
| Mettre de l'ordre à La Seyne-sur-Mer                      |                     |                | 2 942        | 11,97        |             |             |        |        |
|                                                           | Charles Scaglia     | DVD            | 965          | 3,93         |             |             |        |        |
| Allons plus loin ensemble                                 |                     |                | 965          | 3,93         |             |             |        |        |
|                                                           | Marceau Bigeni      | DVD            | 306          | 1,24         |             |             |        |        |
| Comité de lutte anti-corruption                           |                     |                | 306          | 1,24         |             |             |        |        |
|                                                           |                     |                |              |              |             |             |        |        |
| Inscrits                                                  | Inscrits            | Inscrits       | 41 281       | 100,00       | 41 281      | 100,00      |        |        |
| Abstentions                                               | Abstentions         | Abstentions    | 16 267       | 39,41        | 13 639      | 33,04       |        |        |
| Votants                                                   | Votants             | Votants        | 25 014       | 60,59        | 27 640      | 66,96       |        |        |
| Blancs et nuls                                            | Blancs et nuls      | Blancs et nuls | 434          | 1,74         | 550         | 1,99        |        |        |
| Exprimés                                                  | Exprimés            | Exprimés       | 24 580       | 98,26        | 27 092      | 98,01       |        |        |
| * Liste du maire sortant                                  |                     |                |              |              |             |             |        |        |

### Élection municipale de 1989
| Tête de liste                                                          | Tête de liste       | Liste          | Premier tour | Premier tour | Second tour | Second tour | Sièges | Sièges |
| Tête de liste                                                          | Tête de liste       | Liste          | Voix         | %            | Voix        | %           | CM     |        |
| ---------------------------------------------------------------------- | ------------------- | -------------- | ------------ | ------------ | ----------- | ----------- | ------ | ------ |
|                                                                        | Maurice Paul        | PCF-PS         | 11 110       | 41,24        | 13 889      | 47,82       | 10     |        |
| Union pour La Seyne - Rassemblement des forces de gauche et de progrès |                     |                | 11 110       | 41,24        | 13 889      | 47,82       | 10     |        |
|                                                                        | Charles Scaglia *   | UDF-RPR        | 9 836        | 36,51        | 15 155      | 52,18       | 35     |        |
| En avant La Seyne                                                      |                     |                | 9 836        | 36,51        | 15 155      | 52,18       | 35     |        |
|                                                                        | Yves-Pierre Kerhoas | FN             | 2 094        | 9,25         |             |             |        |        |
| À La Seyne les français d'abord                                        |                     |                | 2 094        | 9,25         |             |             |        |        |
|                                                                        | Jean Michel         | Les Verts      | 1 483        | 5,50         |             |             |        |        |
| Pour La Seyne naturellement                                            |                     |                | 1 483        | 5,50         |             |             |        |        |
|                                                                        | Bernard Sananès     | CDS            | 853          | 3,16         |             |             |        |        |
| La Seyne : confiance avec Marépolis                                    |                     |                | 853          | 3,16         |             |             |        |        |
|                                                                        | André Moritz        | DVD            | 807          | 2,99         |             |             |        |        |
| La Seyne 2000 - La volonté obstinée de réussir                         |                     |                | 807          | 2,99         |             |             |        |        |
|                                                                        | Pierre Neumayer     | SE             | 354          | 1,31         |             |             |        |        |
| Valeur - Vertu - Verité                                                |                     |                | 354          | 1,31         |             |             |        |        |
|                                                                        |                     |                |              |              |             |             |        |        |
| Inscrits                                                               | Inscrits            | Inscrits       | 40 182       | 100,00       | 40 182      | 100,00      |        |        |
| Abstentions                                                            | Abstentions         | Abstentions    | 12 787       | 31,82        | 10 263      | 25,54       |        |        |
| Votants                                                                | Votants             | Votants        | 27 395       | 68,18        | 29 919      | 74,46       |        |        |
| Blancs et nuls                                                         | Blancs et nuls      | Blancs et nuls | 998          | 3,64         | 875         | 2,92        |        |        |
| Exprimés                                                               | Exprimés            | Exprimés       | 26 397       | 96,36        | 29 044      | 97,08       |        |        |
| * Liste du maire sortant                                               |                     |                |              |              |             |             |        |        |

### Élection municipale partielle de 1985
|                                                                       | Charles Scaglia *      | UDF-RPR        | 12 965 | 50,74  | 35 |  |  |  |
| Liste de l'opposition unie pour La Seyne                              |                        |                | 12 965 | 50,74  | 35 |  |  |  |
|                                                                       | Maurice Blanc          | PCF-PS         | 10 450 | 40,90  | 10 |  |  |  |
| Liste de large rassemblement démocratique pour La Seyne et son avenir |                        |                | 10 450 | 40,90  | 10 |  |  |  |
|                                                                       | Pierre Neumayer        | FN             | 1 378  | 5,39   |    |  |  |  |
| Union Front national et socio-professionnels                          |                        |                | 1 378  | 5,39   |    |  |  |  |
|                                                                       | Claude Noblia          | EXD            | 485    | 1,89   |    |  |  |  |
| Liste de renouveau national et d'intérêt local                        |                        |                | 485    | 1,89   |    |  |  |  |
|                                                                       | Jean-Baptiste Santucci | MPPT           | 272    | 1,06   |    |  |  |  |
| Liste du Mouvement pour un Parti des Travailleurs                     |                        |                | 272    | 1,06   |    |  |  |  |
|                                                                       |                        |                |        |        |    |  |  |  |
| Inscrits                                                              | Inscrits               | Inscrits       | 39 049 | 100,00 |    |  |  |  |
| Abstentions                                                           | Abstentions            | Abstentions    | 13 014 | 33,33  |    |  |  |  |
| Votants                                                               | Votants                | Votants        | 26 035 | 66,67  |    |  |  |  |
| Blancs et nuls                                                        | Blancs et nuls         | Blancs et nuls | 485    | 1,86   |    |  |  |  |
| Exprimés                                                              | Exprimés               | Exprimés       | 25 550 | 98,24  |    |  |  |  |
| * Liste du maire sortant                                              |                        |                |        |        |    |  |  |  |

### Élection municipale partielle de 1984
| Tête de liste                            | Tête de liste   | Liste          | Premier tour | Premier tour | Second tour | Second tour | Sièges | Sièges |
| Tête de liste                            | Tête de liste   | Liste          | Voix         | %            | Voix        | %           | CM     |        |
| ---------------------------------------- | --------------- | -------------- | ------------ | ------------ | ----------- | ----------- | ------ | ------ |
|                                          | Maurice Blanc * | PCF-PS         | 13 724       | 48,37        | 15 037      | 49,95       | 10     |        |
| Continuons La Seyne ensemble             |                 |                | 13 724       | 48,37        | 15 037      | 49,95       | 10     |        |
|                                          | Charles Scaglia | UDF-RPR        | 13 213       | 46,57        | 15 065      | 50,05       | 35     |        |
| Liste de l'opposition unie pour La Seyne |                 |                | 13 213       | 46,57        | 15 065      | 50,05       | 35     |        |
|                                          | Claude Noblia   | FN             | 1 155        | 4,07         |             |             |        |        |
| Union des seynois pour la France         |                 |                | 1 155        | 4,07         |             |             |        |        |
|                                          | Gilles Eynard   | DVD            | 282          | 0,99         |             |             |        |        |
| Tout pour La Seyne                       |                 |                | 282          | 0,99         |             |             |        |        |
|                                          |                 |                |              |              |             |             |        |        |
| Inscrits                                 | Inscrits        | Inscrits       | 37 167       | 100,00       | 37 167      | 100,00      |        |        |
| Abstentions                              | Abstentions     | Abstentions    | 8 431        | 22,68        | 7 065       | 19,01       |        |        |
| Votants                                  | Votants         | Votants        | 28 736       | 77,32        | 30 102      | 80,99       |        |        |
| Blancs et nuls                           | Blancs et nuls  | Blancs et nuls | 362          | 1,26         | 627         | 2,06        |        |        |
| Exprimés                                 | Exprimés        | Exprimés       | 28 374       | 98,74        | 29 848      | 97,94       |        |        |
| * Liste du maire sortant                 |                 |                |              |              |             |             |        |        |

### Élection municipale de 1983
| Tête de liste                                        | Tête de liste   | Liste          | Premier tour | Premier tour | Second tour | Second tour | Sièges | Sièges |
| Tête de liste                                        | Tête de liste   | Liste          | Voix         | %            | Voix        | %           | CM     |        |
| ---------------------------------------------------- | --------------- | -------------- | ------------ | ------------ | ----------- | ----------- | ------ | ------ |
|                                                      | Maurice Blanc * | PCF-PS         | 12 965       | 48,74        | 15 094      | 50,57       | 34     |        |
| Liste d'union de la gauche - Majorité présidentielle |                 |                | 12 965       | 48,74        | 15 094      | 50,57       | 34     |        |
|                                                      | Charles Scaglia | UDF-RPR        | 10 474       | 39,38        | 14 754      | 49,43       | 11     |        |
| Liste de l'opposition unie pour La Seyne             |                 |                | 10 474       | 39,38        | 14 754      | 49,43       | 11     |        |
|                                                      | René Moreno     | DVD            | 3 156        | 11,86        |             |             |        |        |
| Opposition et liberté à La Seyne                     |                 |                | 3 156        | 11,86        |             |             |        |        |
|                                                      |                 |                |              |              |             |             |        |        |
| Inscrits                                             | Inscrits        | Inscrits       | 37 120       | 100,00       | 37 120      | 100,00      |        |        |
| Abstentions                                          | Abstentions     | Abstentions    | 9 780        | 26,35        | 6 645       | 17,90       |        |        |
| Votants                                              | Votants         | Votants        | 27 340       | 73,65        | 30 475      | 82,10       |        |        |
| Blancs et nuls                                       | Blancs et nuls  | Blancs et nuls | 745          | 2,72         | 627         | 2,06        |        |        |
| Exprimés                                             | Exprimés        | Exprimés       | 26 595       | 97,28        | 29 848      | 97,94       |        |        |
| * Liste du maire sortant                             |                 |                |              |              |             |             |        |        |

### Élection municipale de 1977
| | Philippe Giovannini * | PCF-PS         | 14 259 | 61,24  | 33 |  |  |  |
| Liste d'union de la gauche et de tous les démocrates pour une gestion sociale, humaine et démocratique |                       |                | 14 259 | 61,24  | 33 |  |  |  |
| | Arthur Paecht         | RI             | 7 090  | 30,45  |    |  |  |  |
| Union démocratique seynoise                                                                            |                       |                | 7 090  | 30,45  |    |  |  |  |
| | Dominique Ferrigno    | RPR            | 1 932  | 8,29   |    |  |  |  |
| Liste du rassemblement                                                                                 |                       |                | 1 932  | 8,29   |    |  |  |  |
| |                       |                |        |        |    |  |  |  |
| Inscrits                                                                                               | Inscrits              | Inscrits       | 33 171 | 100,00 |    |  |  |  |
| Abstentions                                                                                            | Abstentions           | Abstentions    | 9 334  | 28,14  |    |  |  |  |
| Votants                                                                                                | Votants               | Votants        | 23 837 | 71,86  |    |  |  |  |
| Blancs et nuls                                                                                         | Blancs et nuls        | Blancs et nuls | 556    | 2,33   |    |  |  |  |
| Exprimés                                                                                               | Exprimés              | Exprimés       | 23 281 | 97,67  |    |  |  |  |
| * Liste du maire sortant                                                                               |                       |                |        |        |    |  |  |  |

### Élection municipale de 1971
| | Philippe Giovannini * | PCF            | 10 159 | 56,29  | 33 |  |  |  |
| Liste d'union pour une gestion sociale, moderne et démocratique présentée par le Parti Communiste Français |                       |                | 10 159 | 56,29  | 33 |  |  |  |
| | Julien Roche          | PS-Rad.soc.    | 2 903  | 16,06  |    |  |  |  |
| Liste d'action républicaine et socialiste « La Seyne notre ville »                                         |                       |                | 2 903  | 16,06  |    |  |  |  |
| | Paul Nicoli           | UDR            | 3 886  | 21,53  |    |  |  |  |
| Liste d'entente pour une ville nouvelle                                                                    |                       |                | 3 886  | 21,53  |    |  |  |  |
| | Dominique Ferrigno    | DIV            | 1 099  | 6,09   |    |  |  |  |
| Liste d'union seynoise démocratique pour une gestion sociale                                               |                       |                | 1 099  | 6,09   |    |  |  |  |
| |                       |                |        |        |    |  |  |  |
| Inscrits                                                                                                   | Inscrits              | Inscrits       | 27 062 | 100,00 |    |  |  |  |
| Abstentions                                                                                                | Abstentions           | Abstentions    | 8 546  | 31,58  |    |  |  |  |
| Votants | Votants               | Votants        | 18 516 | 68,42  |    |  |  |  |
| Blancs et nuls                                                                                             | Blancs et nuls        | Blancs et nuls | 469    | 2,53   |    |  |  |  |
| Exprimés                                                                                                   | Exprimés              | Exprimés       | 18 047 | 97,47  |    |  |  |  |
| * Liste du maire sortant                                                                                   |                       |                |        |        |    |  |  |  |

### Élection municipale de 1965
| | Toussaint Merle * | PCF         | 9 387  | 54,69  | 31 |  |  |  |
| Liste d'union républicaine de défense des intérêts communaux, des réalisations sociales, pour l'élimination du pouvoir personnel, pour la démocratie, présentée par le Parti Communiste Français |                   |             | 9 387  | 54,69  | 31 |  |  |  |
| | Charles Scaglia   | DVD (ANRAS) | 7 774  | 45,31  |    |  |  |  |
| Liste unique d'action nationale et républicaine pour l'avenir de La Seyne |                   |             | 7 774  | 45,31  |    |  |  |  |
| |                   |             |        |        |    |  |  |  |
| Inscrits | Inscrits          | Inscrits    | 22 658 | 100,00 |    |  |  |  |
| Abstentions | Abstentions       | Abstentions | 5 003  | 22,08  |    |  |  |  |
| Votants | Votants           | Votants     | 17 655 | 77,92  |    |  |  |  |
| Nuls | Nuls              | Nuls        | 496    | 2,19   |    |  |  |  |
| Exprimés | Exprimés          | Exprimés    | 17 161 | 75,74  |    |  |  |  |
| * Liste du maire sortant |                   |             |        |        |    |  |  |  |